# Charles Messier

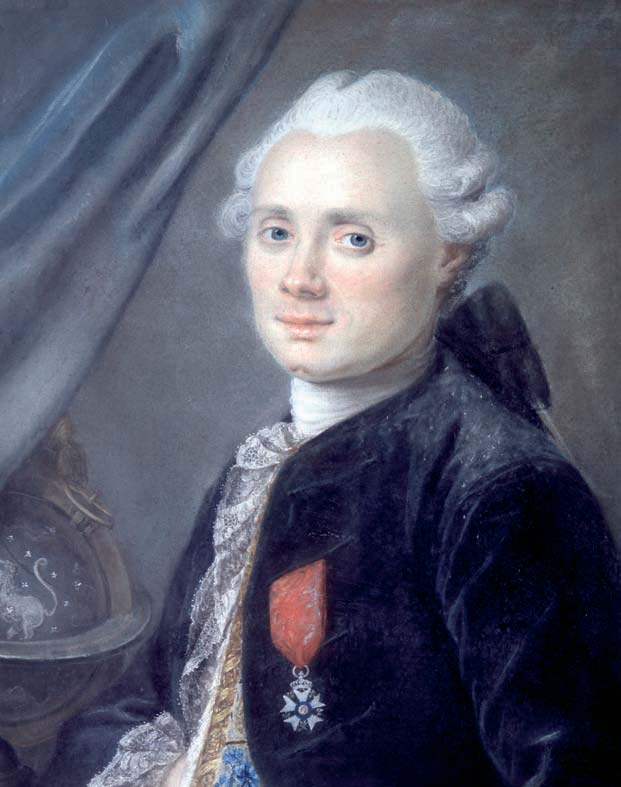
Frans astronoom Charles Messier op 40-jarige leeftijd. Links een hemelglobe met een zwaan tussen de sterren.

Charles Messier (Badonviller, 26 juni 1730 –  Parijs, 12 april 1817) was een Frans astronoom die een catalogus van 110 verre objecten in het heelal (zoals sterrenhopen, nevels en gaswolken: de ‘Messierobjecten’) opstelde. De Catalogue des nébuleuses et amas d'étoiles observées à Paris (Catalogus van nevels en sterhopen waargenomen in Parijs) werd voor het eerst gepubliceerd in 1774. De Messierobjecten zijn genummerd van M1 tot M110, namen die nog steeds worden gebruikt.
De catalogus moest verwarring van langskomende kometen met blijvende objecten in de ruimte voorkomen. Komeetjagers en anderen die met het blote oog observeerden konden - en kunnen - met de catalogus nakijken of een vlekje wel of niet een komeet was. Messier was zelf komeetjager en ontdekte 20 kometen.
Messier werkte als astronoom bij de Franse marine en later bij het Bureau des longitudes.

## Varia
Charles Messier liep 's nachts veelvuldig naar boven te kijken, vooral om te zien of er misschien toevallig een komeet te ontdekken viel. Tijdens zo'n nachtelijke kijkactie was zijn aandacht zodanig naar boven gericht dat hij met zijn gezicht pardoes languit in een vijver was gevallen. 